# Arrondissement de Thionville (Empire allemand)
L'arrondissement de Thionville est une ancienne division administrative du district de Lorraine, entre 1871 et 1901. Il avait pour chef lieu Thionville.

## Histoire
Il est créé en 1871 à partir de l'ancien arrondissement de Thionville (1800-1871) et de quelques communes  de l'arrondissement de Briey. Plus tard, une ordonnance impériale du 8 avril 1901 le scinde en deux : arrondissement de Thionville-Est et arrondissement de Thionville-Ouest.